# 3727 Maxhell
3727 Maxhell eller 1981 PQ är en asteroid i huvudbältet som upptäcktes den 7 augusti 1981 av den tjeckiske astronomen Antonín Mrkos vid Kleť-observatoriet i Tjeckien. Den är uppkallad efter Maximilian Hell.
Asteroiden har en diameter på ungefär 27 kilometer.